# بيتر ماسلو
بيتر ماسلو (بالسلوفاكية: Peter Maslo)‏ هو لاعب كرة قدم سلوفاكي، ولد في 2 فبراير 1987 في تريستينا في سلوفاكيا. شارك مع منتخب سلوفاكيا تحت 21 سنة لكرة القدم. أما مع النوادي، فقد لعب مع نادي روجومبيروك ونيتشيتشا.

## وصلات خارجية
- بيتر ماسلو على موقع قاعدة بيانات كرة القدم.إي يو (الإنجليزية)
- بيتر ماسلو على موقع Soccerway.com (الإنجليزية)